# VK Zwevegem Sport
Maillots
Dernière mise à jour : 3 août 2017.
Le Voetbalclub Koninklijke Zwevegem Sport, ou plus simplement Zwevegem Sport, est un club de football belge, basé dans la commune de Zwevegem, en Flandre-Occidentale. Il évolue en deuxième provinciale lors de la saison 2017-2018, mais a joué 27 saisons dans les séries nationales, dont 8 au troisième niveau.

## Histoire
Le club est fondé en 1940 sous le nom Witte Kaproenen Zwevegem. Deux ans plus tard, il change son appellation en Voetbalclub Zwevegem Sport, et s'affilie sous cette dénomination à l'Union belge de football, qui lui octroie le matricule 3521. Il est versé dans les séries provinciales, dont il atteint la première division en 1953. Cinq ans plus tard, le club remporte le championnat, et est promu pour la première fois en Promotion, le quatrième niveau national.
Zwevegem Sport se maintient facilement en Promotion, et joue ensuite les premiers rôles dans sa série. En 1962, le club remporte son championnat et monte ainsi pour la première fois de son Histoire en Division 3. Le club réalise ensuite plusieurs bonnes saisons sous la conduite de leur entraîneur Robert Lemaitre, terminant quatrième en 1963 et en 1966. Mais en 1970, le club termine dernier et est relégué en Promotion après huit saisons passées en troisième division.
Le club joue régulièrement la tête du championnat durant les dix saisons qui suivent, obtenant plusieurs places d'honneur, mais sans parvenir à remonter en Division 3. Finalement, en 1983, le club termine avant-dernier dans sa série et est renvoyé vers la première provinciale, après 25 saisons consécutives dans les séries nationales.
Durant le reste des années 1980, le club obtient des résultats irréguliers en provinciales, mais finit par remporter le titre en 1993, synonyme de retour en Promotion après dix ans d'attente. Mais ce retour est de courte durée, Zwevegem étant relégué via le tour final, battu par Londerzeel, et retourne en provinciales après une saison. Le 26 janvier 1996, le club est reconnu « Société Royale » et prend son nom actuel. Il passe dix ans hors des séries nationales, dont deux fois une saison en deuxième provinciale. En 2003, le club prend part au tour final interprovincial, et après une victoire sur le SK Eernegem, remonte en Promotion. À nouveau, le club ne parvient pas à s'y maintenir plus d'une saison et est renvoyé vers les séries provinciales, où il évolue depuis.

## Résultats dans les divisions nationales
Statistiques arrêtées au 24 juin 2013

### Palmarès
- 1 fois champion de Belgique de Promotion en 1962

### Bilan
| Niv | Divisions     | Jouées | Titres | TM Up | TM Down |
| --- | ------------- | ------ | ------ | ----- | ------- |
| I   | 1re nationale | 0      | 0      |       |         |
| II  | 2e nationale  | 0      | 0      |       |         |
| III | 3e nationale  | 8      | 0      |       |         |
| IV  | 4e nationale  | 19     | 1      |       | 1       |
| V   | 5e nationale  | 0      | 0      |       |         |
|     |               |        |        |       |         |
|     | TOTAUX        | 27     | 1      | 0     | 1       |

- TM Up : test-match pour départager des égalités, ou toutes formes de Barrages ou de Tour final pour une montée éventuelle.
- TM Down : test-match pour départager des égalités, ou toutes formes de Barrages ou de Tour final pour le maintien.

### Classements
| Ordre               | Saison  | Nom du club       | Niveau             | Classement final | Remarques                |
| ------------------- | ------- | ----------------- | ------------------ | ---------------- | ------------------------ |
| 1                   | 1958-59 | V Zwevegem Sport  | Promotion série B  | 7e/16            |                          |
| 2                   | 1959-60 | V Zwevegem Sport  | Promotion série C  | 10e/16           |                          |
| 3                   | 1960-61 | V Zwevegem Sport  | Promotion série D  | 4e/16            |                          |
| 4                   | 1961-62 | V Zwevegem Sport  | Promotion série A  | 1er/16           | Champion et promu        |
| 5                   | 1962-63 | V Zwevegem Sport  | Division 3 série A | 4e/16            |                          |
| 6                   | 1963-64 | V Zwevegem Sport  | Division 3 série B | 12e/16           |                          |
| 7                   | 1964-65 | V Zwevegem Sport  | Division 3 série A | 9e/16            |                          |
| 8                   | 1965-66 | V Zwevegem Sport  | Division 3 série B | 4e/16            |                          |
| 9                   | 1966-67 | V Zwevegem Sport  | Division 3 série A | 6e/16            |                          |
| 10                  | 1967-68 | V Zwevegem Sport  | Division 3 série B | 5e/16            |                          |
| 11                  | 1968-69 | V Zwevegem Sport  | Division 3 série B | 12e/16           |                          |
| 12                  | 1969-70 | V Zwevegem Sport  | Division 3 série A | 16e/16           | Relégué                  |
| 13                  | 1970-71 | V Zwevegem Sport  | Promotion série D  | 11e/16           |                          |
| 14                  | 1971-72 | V Zwevegem Sport  | Promotion série D  | 8e/16            |                          |
| 15                  | 1972-73 | V Zwevegem Sport  | Promotion série B  | 2e/16            |                          |
| 16                  | 1973-74 | V Zwevegem Sport  | Promotion série C  | 4e/16            |                          |
| 17                  | 1974-75 | V Zwevegem Sport  | Promotion série A  | 10e/16           |                          |
| 18                  | 1975-76 | V Zwevegem Sport  | Promotion série A  | 3e/16            |                          |
| 19                  | 1976-77 | V Zwevegem Sport  | Promotion série A  | 3e/16            |                          |
| 20                  | 1977-78 | V Zwevegem Sport  | Promotion série C  | 6e/16            |                          |
| 21                  | 1978-79 | V Zwevegem Sport  | Promotion série B  | 7e/16            |                          |
| 22                  | 1979-80 | V Zwevegem Sport  | Promotion série A  | 7e/16            |                          |
| 23                  | 1980-81 | V Zwevegem Sport  | Promotion série A  | 7e/16            |                          |
| 24                  | 1981-82 | V Zwevegem Sport  | Promotion série A  | 13e/16           |                          |
| 25                  | 1982-83 | V Zwevegem Sport  | Promotion série A  | 15e/16           | Relégué                  |
| séries provinciales |         |                   |                    |                  |                          |
| 26                  | 1993-94 | V Zwevegem Sport  | Promotion série A  | 14e/16           | Relégué via les barrages |
| séries provinciales |         |                   |                    |                  |                          |
| 27                  | 2003-04 | VK Zwevegem Sport | Promotion série A  | 14e/16           | Relégué                  |
| séries provinciales |         |                   |                    |                  |                          |